# Eriocaulon kanarense
Eriocaulon kanarense là một loài thực vật có hoa trong họ Cỏ dùi trống. Loài này được Punekar, Watve & Lakshmin. mô tả khoa học đầu tiên năm 2004.